# Hernán Fener
Hernán Gustavo Fener (Quilmes, Buenos Aires, Argentina, 21 de junio de 1990) es un futbolista argentino que juega de delantero. Actualmente es un jugador libre.
Fener es un atacante rápido, potente, tenaz, dinámico y versátil. Es tácticamente un jugador creativo, con la visión hacia el gol. Además, tiene la capacidad de desempeñarse como delantero centro o como extremo para funciones en elaboración de jugadas hacia el marco rival. Su principal característica es el regate con gran precisión.
Inició su carrera en las divisiones inferiores del Racing Club, donde permaneció solamente un año. Posteriormente se integró a la cantera del Berazategui y debutó de manera oficial en 2007. Fue parte del plantel naranja que alcanzó el ascenso a la Primera C del fútbol argentino. Sus buenas referencias, sumado a su juventud, le permitieron colocarse como promesa en su posición para ser cedido al San Lorenzo de Almagro a mediados de 2010. Sin embargo, una lesión de tres meses lo dejó fuera del equipo. Regresó al Berazategui en enero de 2011, conjunto en el que logró consolidarse en la titularidad donde marcó goles determinantes. Fue junto a Gustavo Pastor el referente en el ataque naranja. La primera experiencia fuera de su país la desarrolló en Uruguay tras firmar con el Cerro Largo. Solo estuvo una temporada en el club después de haber perdido la categoría. En junio de 2014 volvió a Argentina y fichó por el Club Luján. Nuevamente formó parte del Berazategui en enero de 2015, pero las incomparecencias que tuvo con el entrenador le provocaron la salida del equipo. No obstante, en diciembre de ese año retornó al conjunto que le formó y disputó un torneo. A inicios de agosto de 2016, Hernán se marchó de su país y concretó su traspaso en el Cartaginés de Costa Rica.

## Trayectoria

### A. D. Berazategui
Hernán Fener nació en Quilmes,  Buenos Aires, el 21 de junio de 1990. Sus primeros pasos en el fútbol los dio en las divisiones inferiores del Racing Club, pero no llegó a debutar profesionalmente ya que solo estuvo un año. El delantero decidió marcharse al Berazategui cuando tenía 15 años.
Tuvo su inicio en el primer equipo y fue tomado en cuenta por el entrenador Osvaldo Ruggero, para la competencia del Campeonato de Primera D del periodo 2007-08. Su club logró consolidar el segundo puesto de la tabla con 67 puntos, por lo que clasificó a la ronda reducida. El 27 de mayo fue el cotejo de los cuartos de final ante el Deportivo Riestra, donde la victoria de 1-0 aseguró el pase a la siguiente instancia. El 1 de junio se desarrolló el encuentro de ida de las semifinales contra el Liniers, en el cual su conjunto salió con la ganancia de 1-0. Tres días después fue la vuelta y el nuevo triunfo de 3-1 le permitió a su club avanzar a las finales. Las dos últimas definiciones se llevaron a cabo frente al Midland, y ambos partidos acabaron con la victoria de 2-0 para cada escuadra. Sin embargo, el criterio de desempate por mejor ubicación en la tabla del torneo regular, dio como ganador a su equipo. Por lo tanto, el 22 de junio se efectuó el compromiso de ida de la promoción ante San Martín, club que finalizó como penúltimo del promedio de la Primera C. El partido tuvo como escenario el Estadio Ciudad de La Plata, en condición de local y su conjunto logró la ganancia con cifras de 3-2. Fener tuvo acción en estos juegos y, una semana después, fue la vuelta en el Estadio Florencio Sola, lugar en el que prevaleció el empate sin goles. Con esto, su equipo fue ascendido a la siguiente categoría del balompié argentino.
En la temporada siguiente comenzó a tener más minutos en cancha, durante la temporada 2008-09 de la Primera C. A partir del 30 de agosto, en el compromiso de local ante Villa Dálmine, Fener hizo una dupla ofensiva con Gustavo Pastor, en el empate 1-1. Esta sociedad se volvió importante en la estructura de su equipo, donde Hernán marcó su primer gol en la fecha 6 del 5 de septiembre sobre el Deportivo Laferrere, partido en el que también anotó su compañero Gustavo. En diciembre de 2008 alcanzó la cifra de seis anotaciones. A sus 18 años tuvo buenas presentaciones como naranja y al término de la temporada su equipo se ubicó como segundo, con 68 puntos. En el torneo reducido, su conjunto venció a Argentino de Rosario en la etapa de los cuartos de final, al Urquiza en semifinales y en la final al Excursionistas. Con este rendimiento, su club avanzó a la ronda de promoción contra el penúltimo lugar de la Primera B, el cual fue el San Telmo. El 24 de junio se realizó el juego de ida en el Estadio Centenario y el marcador fue de empate sin goles. Una semana después fue la vuelta en el Estadio Don León Kolbowsky, lugar en el que de nuevo prevaleció la igualdad. A pesar de que no hubo ganador, su grupo quedó sin posibilidades de ascender.
La primera fecha del Campeonato de Primera C para su club, correspondiente a la temporada 2009-10, comenzó oficialmente el 24 de agosto, contra Defensores Unidos en condición de local. Bajo la dirección técnica de Juan Carlos Zerillo, su grupo empezó de buena manera con la victoria de 2-0. El 22 de septiembre, Fener marcó el gol del triunfo 1-0 sobre Excursionistas. En ese mismo compromiso sufrió un fuerte golpe en la rodilla derecha, lo que tuvo como consecuencia un desgarro. Su tiempo de recuperación lo mantuvo fuera por cerca de tres semanas. Volvió a ser tomado en cuenta en el partido del 14 de octubre contra Fénix, donde inició en la suplencia y el resultado concluyó en pérdida de 3-1. El 6 de noviembre fue protagonista al anotar el gol del triunfo 1-0 ante Talleres, para acabar con la racha de cuatro juegos sin ganar que arrastraba su equipo. Al cierre de la etapa de clasificación, su club quedó en el duodécimo lugar con 48 puntos.

### C. A. San Lorenzo de Almagro
El 10 de julio de 2010 se hace oficial su vínculo al San Lorenzo de Almagro, club que le asignó al grupo de los selectivos. En el acuerdo que se estableció entre ambas dirigencias, en que Fener fuese vendido en el futuro, habría un reconocimiento económico del 25% al empresario Ernesto Sarandón, y otro 25% al club Berazategui. El delantero firmó por una temporada en condición de préstamo con la alternativa de compra. En sus entrenamientos despertó el interés del entrenador Ramón Díaz, quien dirigía al conjunto absoluto. Un mes y medio después sufrió un esguince en el tobillo derecho que le dejó inactivo por tres meses. Se recuperó a falta de dos fechas para la conclusión de la primera rueda del torneo de reserva. Volvió a entrenar con normalidad previo al periodo de transición al siguiente año, y durante ese tiempo el equipo realizó las elecciones en el área administrativa. A causa de esta situación, los nuevos directivos tomaron la decisión de rescindir el contrato de Fener sin que este pudiese mostrar su condiciones dentro del terreno de juego.

### A. D. Berazategui
Luego de su paso como azulgrana, el 19 de enero de 2011 se confirmó el regreso de Fener al club Berazategui, y quedó habilitado para ser tomado en cuenta por el estratega José Tiburcio Serrizuela. Debutó en la jornada 23 del Campeonato de Primera C ante Liniers. Hernán nuevamente llevó a cabo la dupla ofensiva con Gustavo Pastor y el marcador acabó en derrota con cifras de goleada 0-4. Al término de la segunda mitad de la temporada 2010-11, su conjunto avanzó al torneo reducido en el noveno puesto con 55 puntos. El 18 de mayo fue el encuentro de ida de los cuartos de final contra Argentino de Merlo, donde el resultado fue de pérdida 5-3. Para la vuelta desarrollada el 24 de mayo, su grupo empataría 1-1, pero insuficiente en el agregado de 6-4.
En la temporada 2011-12 del Campeonato de Primera C, pudo hacerse un lugar como titular en los partidos que su equipo disputó en la liga, volviendo a ocupar el lugar de importancia que tenía en el club. Sin embargo, el 27 de marzo de 2012 sufrió un desgarro de 17 milímetros en el cuádriceps derecho y estaría aproximadamente tres semanas fuera de acción. Su grupo aseguró el noveno puesto de la tabla con 52 puntos y clasificó al torneo reducido. El 25 de mayo fue el compromiso de ida de los cuartos de final ante el UAI Urquiza, el cual quedó empatado a un gol. La vuelta se efectuó el 3 de junio, Hernán concretó un tanto para la igualdad transitoria de 1-1, salió de cambio producto de una fuerte patada del rival Leonardo Céliz y fue trasladado a un centro de asistencia para determinar la gravedad de su lesión, la cual solamente fue de un esguince. Por otra parte, el resultado de 3-1 favoreció a los naranjas. Las semifinales fueron contra el Central Córdoba y ambos cotejos culminaron con derrota de 1-0, por lo que su club quedó eliminado.
Para el Campeonato de Primera C, correspondiente a la temporada 2012-13, los naranjas acabarían en el octavo lugar con 51 puntos, muy lejos de la zona de clasificación.

### Cerro Largo F. C.
A inicios de julio de 2013, Fener completó su traspaso al Cerro Largo. Debutó oficialmente en la primera jornada del Campeonato Uruguayo, en el Apertura 2013 contra el Danubio en el Estadio Antonio Ubilla. En esa oportunidad participó 84 minutos y el empate sin goles prevaleció al término del tiempo regular. El 1 de septiembre marcó su primer gol en el empate 1-1 ante el Montevideo Wanderers. Consiguió un nuevo tanto el 22 de septiembre sobre el Sud América. El atacante hizo la anotación a través de un cabezazo para abrir la cuenta en el marcador, y su compañero Adolfo Lima amplió el resultado para la ganancia de 2-0. Al cierre de la competencia, su club se ubicó en el noveno puesto con 19 puntos.
En el Torneo de Clausura 2014 tuvo poca participación con solo seis presencias, mientras que su grupo quedó en el último lugar de la tabla. En la clasificación promediada de la temporada anterior, junto con la actual, colocó a su equipo en decimoquinto puesto y por consiguiente el descenso directo a la Segunda División.

### Club Luján
El 16 de junio de 2014, Fener regresó a su país de nacimiento y fichó por el Club Luján, de la Primera C. En la primera fecha del Campeonato 2014, su equipo enfrentó al Midland, el 10 de agosto en condición de local. El balance a un gol definió el partido. El rendimiento de su conjunto le hizo colocarse en el octavo puesto de la tabla del grupo A con 16 puntos.
Al año siguiente, el delantero inició los entrenamientos de pretemporada con el club, pero decidió finiquitar su ligamen para quedar en condición de libre.

### A. D. Berazategui
Su tercer regreso al Berazategui se hizo oficial el 16 de enero de 2015. Tan solo tres semanas en el equipo, el entrenador Lucio Bernald descartó a Fener para las competencias de copa y liga; esto generó la molestia del jugador ya que había recibido la noticia a pocos días de finalizado el mercado de transferencias. Esta situación de controversia también afectó a otros miembros del cuerpo técnico, quienes tuvieron como consecuencia los despidos. El inconveniente con el directivo provocó la salida del atacante.
Con la nueva administración del Berazategui, Hernán volvió al equipo el 12 de diciembre de 2015, bajo la dirección técnica de Marcelo Philipp. Disputó el Campeonato de Primera C 2016, en el cual su club quedó en el cuarto sitio de la tabla general.

### C. S. Cartaginés
El 3 de agosto de 2016, se oficializó la llegada de Fener al Club Sport Cartaginés, de la Primera División de Costa Rica, informado mediante un comunicado de prensa. Bajo las órdenes del director técnico Jeaustin Campos, el atacante debutó como blanquiazul en la jornada 11 del Campeonato de Invierno, el 11 de septiembre en el Estadio Ebal Rodríguez contra el Santos de Guápiles. Hernán entró de cambio por Giovanni Clunie al minuto 57' y el marcador culminó en derrota de 3-0. Su primer doblete lo realizó en la victoria 4-0 de local sobre Limón. El 16 de octubre, en la visita al Estadio Morera Soto ante Alajuelense, el delantero marcó el gol del triunfo histórico 0-1, el cual acabó con la racha de 18 años en la que su equipo no salía con la ganancia de este escenario deportivo. Una semana después, el jugador en ofensiva anotó en el empate 3-3 contra Liberia. Al término de la fase de clasificación, su conjunto dejó ir la oportunidad de asegurar el pase a la siguiente ronda tras la pérdida de 2-3 contra el Santos de Guápiles en el Estadio "Fello" Meza. Con este resultado, los cartagineses quedaron en el quinto puesto con 33 puntos. Por otra parte, Fener tuvo 11 apariciones y en total contabilizó cuatro goles.
Para el inicio del Campeonato de Verano que se llevó a cabo el 8 de enero, el equipo brumoso recibió, en el Estadio "Fello" Meza, al conjunto de Limón. Por su parte, el jugador entró de relevo por el también argentino Lucas Gómez al minuto 75', mientras que el marcador fue con triunfo de 3-1. El 22 de enero, en el compromiso de local contra el Deportivo Saprissa, Fener contribuyó con un doblete a los minutos 23' y 39', en la victoria con cifras de 3-0. Después de numerosos encuentros sin anotar, el atacante volvería al gol el 2 de abril, en la ganancia de 3-1 sobre Pérez Zeledón. Una semana posterior, en la visita al Estadio Rosabal Cordero ante el Herediano, Hernán ejecutó un tiro desde fuera del área, el cual colocó en el vértice de la portería rival, para empalmar la igualdad de 1-1 transitoria. El resultado fue de 1-2 a favor de los cartagineses. En la última jornada, su club se vio obligado a sacar una victoria para continuar en la última ronda del torneo. En esa oportunidad, los blanquiazules enfrentaron al Santos de Guápiles, el 16 de abril en el Estadio Ebal Rodríguez. El atacante fue titular y muy cerca de acabar el partido cayó el gol del rival, para que este terminara con pérdida de 1-0. Debido a esto, su equipo nuevamente quedó eliminado y se ubicó en el sexto puesto con 33 puntos. Fener fue uno de los más regulares del plantel con 21 presencias, además consiguió cuatro tantos y en total disputó 1626 minutos.
Fener, en el Torneo de Apertura 2017, no logró tener el protagonismo de certámenes anteriores debido al bajo rendimiento de su club que provocó la separación de su entrenador Javier Delgado, para después nombrar a Adrián Leandro. Luego del partido contra Carmelita del 19 de agosto, el delantero fue suspendido por un juego y con una multa de setenta y cinco mil colones por dar un balonazo al árbitro asistente. Hernán convirtió un gol el 11 de noviembre, en el empate 3-3 ante Alajuelense. Finalizó la competencia con diecisiete apariciones con 1014 minutos disputados.

### C. S. Dock Sud
El 26 de junio de 2019, Hernán fue contratado por el Dock Sud de la Primera C argentina. Luego de pocos meses, decide rescindir su contrato.

### La U Universitarios
El delantero asume como nuevo refuerzo de La U Universitarios. Y decide volver tierras ticas después de su paso en las temporadas 2016 a 2019 con el Cartaginés Con los académicos anota 11 goles en 20 jornadas. El delantero deja al equipo académico luego de que estos perdieran su categoría en la primera división costarricense.

### Municipal Pérez Zeledón
Ante los rumores que lo vinculaban nuevamente con el club brumoso, el delantero sale a desmentir dichos rumores y dice que, del Cartaginés nadie lo ha contactado y por ello firma con los Guerreros del Sur, convirtiéndose así el Municipal Pérez Zeledón en su tercer club, en suelo tico.

## Clubes
| Club                                    | País       | Año        |
| --------------------------------------- | ---------- | ---------- |
| A. D. Berazategui                       | Argentina  | 2007-2010  |
| → C. A. San Lorenzo de Almagro (cedido) | Argentina  | 2010       |
| A. D. Berazategui                       | Argentina  | 2011-2013  |
| Cerro Largo F. C.                       | Uruguay    | 2013-2014  |
| Club Luján                              | Argentina  | 2014       |
| A. D. Berazategui                       | Argentina  | 2015-2016  |
| C. S. Cartaginés                        | Costa Rica | 2016-2019  |
| C. S. Dock Sud                          | Argentina  | 2019       |
| La U Universitarios                     | Costa Rica | 2019-2020  |
| Municipal Pérez Zeledón                 | Costa Rica | 2020       |
| Sporting Football Club                  | Costa Rica | 2021       |
| Cobán Imperial                          | Guatemala  | 2022       |
| A. D. Berazategui                       | Argentina  | 2022       |
| Llaneros F. C                           | Colombia   | 2022-2023. |

## Vida privada
Hernán Fener tiene un tatuaje en su brazo izquierdo con la imagen del futbolista argentino Carlos Tévez. A pesar de no conocerlo personalmente, le tiene gran admiración en la forma de cómo se desempeña en el terreno de juego. Además, Fener posee el número «32» grabado en el lado derecho de su cuello, misma número que usó Tévez cuando dio el salto al fútbol inglés.

## Palmarés

### Ascenso
| Ascenso                  | Club        | Sede     | Año  |
| ------------------------ | ----------- | -------- | ---- |
| Promoción a la Primera C | Berazategui | Banfield | 2008 |